# Das Weiberdorf
Das Weiberdorf. Roman aus der Eifel ist ein Roman von Clara Viebig von 1899. Er gehörte zu ihren erfolgreichsten Werken.

## Inhalt
Die Männer des Dorfes Eifelschmitt in der Eifel müssen im Ruhrgebiet arbeiten, um ihre Familien zu ernähren.
Nur zweimal im Jahr, zu Peter und Paul (29. Juni) und zu Weihnachten, kehren sie in ihr Dorf zurück. In diesen zehn Tagen wird ausgiebig gefeiert und geliebt.
In der Zwischenzeit sind die Frauen allein und erledigen alle Aufgaben. Peter Miffert (Pittchen) ist als fast einziger Mann im Dorf geblieben. Er wird von den Frauen umschwärmt und begehrt.
Er beginnt Falschgeld herzustellen, anfangs, um einer kranken jungen Mutter zu helfen, und kommt dadurch zu noch mehr Ansehen im Dorf.
Als er verhaftet werden soll, stellen sich die Frauen schützend vor ihn.
Als aber in diesem Moment die Männer zum Sommerurlaub in das Dorf kommen, stürzen sich die Frauen auf sie und Pittchen ist vergessen...
Das Hauptthema des Romans ist die Beschreibung der schweren Lebensbedingungen der Frauen in der armen und strukturschwachen Region der Eifel.
Daraus ergeben sich auch menschliche Deformationen und Gefühlsverhärtungen. Sehr plastisch werden außerdem die leidenschaftlichen Bedürfnisse der Frauen ohne Männer beschrieben.
Dazu wird die Geschichte des Falschmünzers Peter Miffert als spannende Kriminalerzählung eingeflochten.

## Hintergründe
Clara Viebig hatte bei Reisen in der Eifel bemerkt, dass es Dörfer gab, in denen fast nur Frauen zu sehen waren. Hintergrund war, dass viele Männer wegen der fehlenden Arbeitsmöglichkeiten in der armen und strukturschwachen Region im entfernten boomenden Ruhrgebiet arbeiten mussten. Sie wählte das Dorf Eisenschmitt als Handlungsort aus, in dem 1868 die letzte Eisenhütte geschlossen worden war, und legte die Handlung in die Zeit kurz nach 1871.
Clara Viebig war in ihren frühen Werken stark vom naturalistischen und sozialkritischen Werk von Émile Zola beeinflusst.
Das Weiberdorf war ihr zehnter Roman. Er erschien 1899 zuerst als Fortsetzungsroman in der Frankfurter Zeitung, dann 1900 im Berliner Verlag F. Fontane & Co., der von ihrem Mann Fritz Cohn und Friedrich Fontane, einem Sohn von Theodor Fontane, geführt wurde. Die freche und aufreizende Illustration der Erstausgabe stammte von dem bekannten Maler Max Liebermann.

## Wirkungen
Das Buch wurde viel gelesen, besonders im Rheinland und in einigen Großstädten. Es machte die Autorin bekannt. In verschiedenen Literaturzeitschriften gab es überwiegend positive Rezensionen. Dabei wurde die realistische Beschreibung des schweren Lebens der armen Frauen in der Eifel gelobt, bemängelt wurde teilweise die nicht besonders hohe literarische Qualität.
In der Eifel gab es allerdings viel Kritik an dem zu negativen und wollüstigen Bild, das von den Frauen des Dorfes gezeichnet wurde, auch in der regionalen Presse.
Auch die katholische Kirche polemisierte heftig gegen das Buch (wahrscheinlich auch wegen der unvorteilhaften Darstellung des katholischen Priesters). Ein offizielles Verbot (Index) gab es aber wahrscheinlich nicht.
Clara Viebig bekam diese Ablehnung später direkt zu spüren.

„Als ich wieder eine Reise in die Eifel machte, bedrohte man mich, lauerte mir auf. Frauen bewaffneten sich mit Stöcken, Hacken, Rechen, Mistgabeln und machten sich auf den Weg, sich meiner zu bemächtigen.“

Noch in den 1980er Jahren war der Name Clara Viebig in dem Dorf Eisenschmitt ein Reizwort, da dieses zu oft mit dem Roman in Verbindung gebracht wurde.
1989 wurde aber ein Brunnen in Eisenschmitt eingeweiht, an dem auch Motive des Romans festgehalten wurden. Inzwischen wird das Buch Das Weiberdorf als ein Touristenanziehungspunkt für das Dorf akzeptiert und geschätzt.
Es gab zahlreiche Neuauflagen bis in die Gegenwart, eine Theaterbearbeitung mit dem Titel Pittchen von Clara Viebig, eine Hörbuchaufnahme und Übersetzungen in mindestens fünf Sprachen.

## Meinungen
In der regionalen Presse hieß es 1900 empört:

„Der Roman Das Weiberdorf ist eine große Lüge, ein schlüpfriges Phantasiestück.“

Die Kulturjournalistin Anna Michaelson schrieb 1901 in einem Brief:

„Ich lese
gerade jetzt das Weiberdorf, (von Clara Viebig) lese es mit der Anerkennung eines starken Talents, aber, – aber – mit dem Gedanken an Ruskins Satz, daß: die höchste Kunst auch zugleich immer die höchste Delikatesse gewesen. Willst Du genau erfahren was sich ziemt, ist heut bei unseren schreibenden Frauen etwas außer Kurs gesetzt.“

Und die bekannte Frauenrechtlerin Gertrud Bäumer schrieb 1902:

„Die Eifel hat ihr später Stoff geboten zu einer sozialen Studie von höchstem stofflich-psychologischen, sowohl als auch aesthetischem Interesse, zu dem Roman: Das Weiberdorf. Hier ist ein Stück Eifelleben in noch schärfer gefaßten Wirklichkeitszügen geboten. (...) Wie Bilder der alten Holländer, in ihrer derb-kräftigen Realistik fast brutal, wirken die Scenen, in denen das Leben dieser Menschen sich vor uns abspielt: die Ankunft der Männer, die Kirmesprügelei in der Schenke, die Schlägerei der Weiber auf dem Feld, und alle die Liebesabenteuer des einzigen Zurückbleibenden, des Dorfsultans, des Pittchen, mit den männerdurstigen Weibern.“

Die Frauenrechtlerin Anselma Heine schrieb 1923:

„Alles was Clara Viebig geschrieben hat, ist schon vorgebildet in ihrem Roman Das Weiberdorf, der ihr erster großer Triumph werden sollte: ihre Unerschrockenheit, ihre künstlerische Gewissenhaftigkeit, ihr quellendes frisches Talent, ihr ungewöhnlich starkes Beobachtungstalent allem Konkreten gegenüber und ihr Humor“

Und der Literaturkritiker Rolf Löchel meinte 2008:

„Vielmehr hat sie mit ihrem 1900 erschienenen „Roman aus der Eifel“ ein Stück guter naturalistischer Literatur vorgelegt (...) 
Zwar ist der Dialekt, in dem die Autorin ihre Figuren reden lässt, etwas gewöhnungsbedürftig, doch liest man ihn nach einigen Seiten schon recht flüssig, und dann bildet der Roman eine leichte, unterhaltsame und auch spannende Lektüre, die ihn noch immer nicht nur für literarhistorisch interessierte GermanistInnen lesenswert machen.“

## Ausgaben und Bearbeitungen
Deutsche Textausgaben
1899–1929:
- Frankfurter Zeitung, 1899
- F. Fontane, Berlin, 1900, erste Buchausgabe[16]
- Egon Fleischel & Co., Berlin 1907, 21. Auflage (à ca. 1.500 Exemplare), Digitalisate
- Egon Fleischel & Co., Berlin 1915, 28. Auflage

- Deutsche Verlags-Anstalt, Stuttgart 1928, 45.–46. Tausend, (Zählung seit 1900), letzte Auflage in diesem Verlag[17]
- Ullstein, Berlin 1929, Die gelben Ullstein-Bücher

Seit 1950:
- Fischer, Wittlich [1950]
- Verbandsgemeinde Manderscheid [1979]
- Erb, Düsseldorf 1982
- Kölner Stadt-Anzeiger, 27. Dezember 1982 bis 14. Januar 1983, als Fortsetzungsroman[18]
- Rhein-Mosel-Verlag, 1993, 9. Auflage 2011
- DigiCat, 2022 Text
- Henricus, 2023

Bearbeitungen
- Clara Viebig, Pittchen. Komödie in drei Aufzügen nach dem Roman Weiberdorf, Fleischel, Berlin 1909, Neudruck Rhein-Mosel-Verlag 2010
- Clara Viebig, Das Weiberdorf, Hörbuch 2006, 2018, mit Eva Krais

Übersetzungen
- Бабье царство (Bab'je zarstwo), 1904, russisch (Reich der Frauen)
- Бабья деревня (Babja derewnja), 1907, russisch[19]
- Když muži ze vsi odejdou, 1909, tschechisch (Als die Männer das Dorf verließen)
- Het vrouwendorp, Utrecht, 1911, niederländisch
- Village de femmes, 1911, französisch
- La aldea de las faldas, Arte y Letras, Barcelona [1921], spanisch